# 沙圖克 (伊利諾伊州)
沙圖克（英語：Shattuc）是位於美國伊利諾伊州克林頓縣的一個非建制地區。該地的面積和人口皆未知。

## 地理
沙圖克的座標為38°36′38″N 89°11′34″W / 38.61056°N 89.19278°W，而該地的平均海拔高度為144米（即472英尺）。